# Spannrückigkeit

Spannrückigkeit

Mit Spannrückigkeit wird bei Baumstämmen das Phänomen bezeichnet, dass der Stamm keinen kreisrunden, sondern einen unregelmäßigen Querschnitt besitzt. Der Querschnitt ist durch tiefe Furchen und Wülste gekennzeichnet. Sie kommt häufig bei älteren Bäumen im Wurzelanlauf vor. Wenn sie sich hoch in den Stamm zieht, reduziert sie den Durchmesser der Stammwalze und wird als Holzfehler angesehen. Besonders häufig tritt sie bei Hainbuche, Eibe, Holzapfel und Wacholder auf, in geringerem Ausmaß bei der Grau-Erle.
Spannrückigkeit wird durch unregelmäßiges sekundäres Dickenwachstum verursacht, dessen Ursache wiederum in unzureichender Ernährung des Kambiums liegt.